# Oscillerande indikator
Oscillerande indikator är en term som används inom finansvärlden för olika metoder att statistiskt förutsäga kursrörelser för aktier, valutor, råvaror med mera. Generellt sett rör sig aktiekurser både uppåt och nedåt över tiden, det är denna upprepade vågrörelse som kallas oscillerande. Från olika statistiska formler kan man få indikationer om nuvarande trend är sannolik att hålla i sig eller om den är på väg att ändra till motsatt riktning. En del av de statistiska hjälpmedlen kallas oscillerande indikatorer.
Stochastic Oscillator (utvecklad av George Lane) är en oscillerande indikator som är konstruerad för att hitta situationer då en aktie anses vara överköpt eller översåld och är därmed en ledande indikator. Köpsignal ges när Stochastic-kurvan sjunker under en viss tröskel och säljsignal när Stochastic-kurvan stiger över en viss tröskel.